# Szürke lármásmadár
A szürke lármásmadár (Corythaixoides personatus) a madarak osztályának turákóalakúak (Musophagiformes) rendjébe, ezen belül a turákófélék (Musophagidae) családjába tartozó faj. Korábbi rendszertanok, a család más tagjaival együtt a kakukkalakúakkal rokonították.

## Előfordulása
Burundi, a Kongói Demokratikus Köztársaság, Etiópia, Kenya, Malawi, Ruanda, Tanzánia, Uganda  és Zambia területén honos. Kedveli a nyílt területeket, gyakran fordul elő folyó menti fákon. Globális elterjedési területe 750 000 km².

## Alfajai
- Corythaixoides personatus leopoldi (Shelley, 1881)
- Corythaixoides personatus personatus (Ruppell, 1842)

## Megjelenése
A szürke lármásmadár nagy méretű, nyughatatlan, zajos madár. A hím 20 cm hosszúságú. Jellegzetes fekete arca alapján jól felismerhető. Mindkét ivarú egyed szürke. A nőstény csőre zöld színű. Farktolla és bóbitája jellegzetesen hosszú. Lába, lábfeje és a hím csőre fekete.

## Életmódja
Főként bogyókkal táplálkozik.

## Szaporodása
Fészkét főként akácfákra építi. A tojó 2-3 zöldes-fehér ovális tojást tojik.

## Természetvédelmi helyzete
A faj populációjának egyedszámát még nem mérték fel, de elegendően nagy és stabil ahhoz, hogy a faj ne legyen veszélyeztetett helyzetben.